# Seznam slovenskih narodnih herojev
To je abecedni seznam slovenskih narodnih herojev in herojin narodnoosvobodilnega boja (1941-1945).

## A
- Franc Antona Avbelj - Lojko, 27. 10. 1914, Trnjava, Lukovica, zidar, član KPS od 1942, politični komisar in poveljnik partizanski brigade, major, družbenopolitični delavec, umrl 24. 12. 1991 v Viru pri Domžalah
- Viktor Jožeta Avbelj - Rudi, 26. 2. 1914, Prevoje pri Šentvidu, Ljubljana, pravnik, član KPS od 1937, politični komisar GŠ NOV Slovenije, rezervni generalmajor, umrl 6. 4. 1993 v Ljubljani

## B
- Dr. Aleš Boltežarja Bebler - Anton Hartman ali Primož Tratnik, 8. 6. 1907, Idrija, doktor prava, član KPJ od 1929, namestnik poveljnika GŠ NOV Slovenije, rezervni generalmajor, družbenopolitični delavec, diplomat, umrl 12. 8. 1981 v Ljubljani
- Malči Jožeta Belič, 7. 7. 1908, Ljubljana, blagajničarka, članica KPS od 1942, aktivistka OF in partizanska kurirka, Italijani ujeli in ubili v zaporu 31. 1. 1943 v Ljubljani, pokopana na pokopališču na Viču
- Dragomir Benčič - Brkin, 30. 10. 1911, Pulj, Hrvaška, absolvent tehnične fakultete, član KPS od 1942, politični komisar korpusa, generalpodpolkovnik, umrl 23. 6. 1967 v Zagrebu
- Jakob Jožeta Bernard, 21. 7. 1909, Koritno, Radovljica, gradbeni tehnik, naredil samomor pred zajetjem 9. 2. 1942 pri Stirpniku po spopadu z Nemci
- Angel Jožeta Besednjak - Don, 15. 10. 1914, Branik, Nova Gorica, ključavničar, član KPS od 1936, član partizanske sabotažne skupine, padel 1. 11. 1941 v Javorju pri Šentjurju v spopadu z Nemci
- Janez Janeza Bizjak, 31. 12. 1911, Otlica, Nova Gorica, ključavničar, član KPJ od 1934, poveljnik partizanske čete, padel 29. 10. 1941 na Šujici pri Dobravi, Ljubljana v spopadu z Italijani
- Matija Franca Blejc - Matevž, 24. 2. 1914, Mengeš, Ljubljana, krojaški pomočnik, član KPS od 1941, poveljnik partizanskega bataljona, padel 24. 12. 1942 na Kostavški planini (Tuhinjska dolina) v spopadu z Nemci
- Stane Jakoba Bobnar, 15. 11. 1912, Vevče, Ljubljana, kovinar, član KPJ od 1935, borec španske republikanske vojske, organizator prekomorskih brigad, politični komisar korpusa, umrl 13. 10. 1996 v Ljubljani
- Jože Ivana Boldan - Silni, 30. 8. 1915, Višnje, Žužemberk, mesarski pomočnik, član KPS od 1942, poveljnik partizanske brigade, polkovnik, umrl 8. januarja 1994 v Ljubljani, pokopan v Kočevju
- Jože Josipa Borštnar - Gabrovčan, 8. 11. 1915, Grabrovka, Litija, železniški prometnik, član KPS od 1940, poveljnik partizanskega korpusa, rezervni generalmajor, umrl 23. 3. 1998 v Ljubljani
- Mirko Ivana Bračič - Miran Bradač, 16. 3. 1915, Trst, Italija, gardni podčastnik Kraljevine Jugoslavije, član KPS od 1941, poveljnik partizanske divizije, padel 11. 12. 1943 Kočevju v spopadu z Nemci
- Edo Hinka Brajnik - Štefan, 16. 8. 1922, Kamnik, študent, član KPS od 1941, vodja Vos-a v Ljubljani in Ozne ter načelnik zvezne Sdv, umrl 3. 12. 1983 v Ljubljani
- Dr. Marijan Antona Brecelj - Miha Borštnik, 23. 4. 1910, Gorica, Italija, doktor prava, član KPS od 1943, član IOOF (krščanski socialist) in sanitetni referent GŠ NOV Slovenije, rezervni polkovnik, minister, umrl 8. 1. 1989 v Ljubljani
- Dr. Joze Brilej - Bolko, 1. 1. 1910, Dobje pri Planini, Slovenski doktor prava, član KPS od 1932, partizanski polkovnik in politkomisar XIV Divizije Tomšičeva Brigada,  prvoborec, diplomat, politik, veleposlanik, vrhovni sodnik, dolgoletni sodelavec Josipa Broza - Tita. † 8. 5. 1981, Ljubljana.
- Marta Brilej (roj. Guček), 30. 4. 1917, Dobje pri Planini, študent in mati, član KPS od 1933, partizanska politična kurirka, prvoborka, politična vojna ujetnica - italijansko taborišče, nato v zaporu v Perugii do 1943, umrla 24. 6. 2016, Portorož
- Janko Martina Brodarič, 1. 10. 1922, Rosalnice, Metlika, ključavničar, član KPS od 1941, partizanski borec in ranjenec, padel jeseni 1943 pri Veljunu na Kordunu v spopadu z ustaši
- Franc Franca Bukovec - Ježovnik, 14. 3. 1910, Verje, Ljubljana, kovinostrugar, član KPJ od 1930, politični komisar in poveljnik partizanskega odreda, smrtno ranjen od mine 26. 9. 1942 v Vnanjih goricah pri Ljubljani

## C
- Andrej Martina Cetinski - Lev, 30. 11. 1921, Banjaloka, Kostel, delavec, član KPS od 1942, poveljnik partizanske brigade, pozneje pomočnik poveljnika 9. armade, generalmajor, umrl 25. 10. 1998 v Ljubljani

## Č
- Tončka Antona Čeč - Olga, 16. 5. 1898, Klek, Trbovlje, delavka, članica KPJ od 1920, partijska aktivistka, Nemci ujeli ranjeno avgusta 1942 pri Topolovem, umrla 3. 11. 1943 v nemškem taborišču Auschwitz
- Milan Mihaela Česnik, 1. 6. 1920, Ljubljana, študent kemije, član KPS od 1940, aktivist OF in vosovec, Italijani ujeli in ustrelili kot talca 26. 6. 1942 v Ljubljani

## D
- Rastislav Petra Delpin - Zmago, 2. 9. 1920, Podgora, Gorica, Italija, trgovski pomočnik, partizanski obveščevalec in vosovec, član KPS od 1948, + 26. 12. 1956 v Šempetru pri Novi Gorici
- Karel Jožeta Destovnik - Kajuh, 13. 12. 1922, Šoštanj, študent - pesnik, član KPS od 1940, vosovec in kulturni referent, padel 22. 2. 1944 na Zavodnjah pri Šoštanju v spopadu z Nemci
- Anton Antona Dežman - Tonček, 16. 6. 1920, Lesce, Radovljica, mizar, član KPS od 1942, vosovec in poveljnik partizanski bataljona, pozneje direktor v vojaški industriji, generalmajor, umrl 1. 6. 1977 v Radovljici
- Vladimir Petra Dolničar - Rudi, 13. 3. 1919, Šujica, Dobrova pri Ljubljani, delavec, član KPS od 1941, vosovec in poveljnik partizanskega bataljona, naredil samomor 18. 3. 1943 pred italijanskim zajetjem v Belški grapi v Dolomitih
- Rezka Terezije Dragar, 16. 11. 1913, Krašnja, Moravče, Ljubljana, tekstilna delavka, članica KPS od 1939, borka Rašiške čete, Nemci ujeli in ustrelili kot talko 17. 10. 1941 na Lancovem pri Radovljici
- Andreana Gabrijela Družina - Olga, 26. 1. 1920, Trst, Italija, šivilja, članica KPS od 1943, vosovka in pomočnica šefa obveščevalnega centra 7. korpusa, pozneje delala v Ozni in Sdv, umrla v Logatcu 7. 3. 2021

## E
- Ernest Ernesta Eypper, 23. 12. 1914, Ljubljana, uslužbenec, vosovec in aktivist OF, Italijani ustrelili kot talca 1. 5. 1942 v Ljubljani

## F
- Anton Antona Ferjančič - Zvonko, 3. 4. 1915, Gradišče, Vipava, delavec, član KPS od 1942, partizanski poveljnik Novega mesta, major, umrl 23. 1. 1990 v Vipavi.
- Drago Antona Flis - Strela, 14. 8. 1921, Blanca, Krško, študent medicine, član KPS od 1942, politkomisar partizanske brigade in načelnik obveščevalnega centra 9. korpusa, podpolkovnik, pozneje delal v SDV, diplomaciji in gospodarstvu. Umrl je marca 2019.

## G
- Albin Franca Grajzar - Bine, 25. 2. 1922, Smlednik, Kranj, mizar, član Skoj od 1938 in KPS od 1941, padel 1. 4. 1944 v vasi Metnaj pri Ivančni gorici v spopadu z Nemci
- Jože Gregorčič, 30. 7. 1903, Volosko, Reka, Hrvaška, železarski delavec, član KPJ od 1931, španski borec, komandant 1. grupe odredov, padel 9. 9. 1942 na Lipniški planini v spopadu z Nemci
- Albert Antona Gruden - Blisk, 6. 11. 1923, Šempolaj, Devin - Nabrežina, Italija, mehanik, član KPS od 1943, poveljnik Vos-a za Istro, poročnik, umrl 27. 8. 1982 v Sežani

## H
- Jože Štefana Hermanko, 2. 3. 1901, Maribor, geodetski inženir, član KPJ od 1923, politični zapornik in delavec, Nemci ustrelili kot talca 30. 10. 1941 v Mariboru
- Lojze Vincenca Hohkraut, 8. 6. 1901, Bukovca, Laško, rudar, član Skoja od 1921 in KPJ od 1925, delavski organizator in član CK KPS, naredil samomor pred nemškim zajetjem 31. 5. 1942 v Cvetežu pri Vačah
- Janez Janeza Hribar - Tone Pogačnik, 3. 9. 1909, Lož, Loška dolina, kmet, član KPS od 1939, organizator upora proti okupatorju na Notranjskem, politični komisar partizanskega korpusa, polkovnik, umrl 23. 10. 1967 v Vrniki
- Janez Janeza Hribar, 8. 10. 1918, Podlipoglav, Dobrunje - Ljubljani, delavec, član KPS od 1943, organizator OF, obveščevalec in poveljnik partizanske divizije, polkovnik, umrl 21. 9. 1978 v Mariboru
- Rudolf Lovra Hribernik - Svarun, 10. 4. 1921, Horjul, Ljubljana, kamnosek, član KPS od 1942, namestnik poveljnika partizanske divizije, pozneje republiški sekretar za LO Slovenije, generalpolkovnik, umrl 10. 1. 2002 na avtocesti pri Logatcu.
- Ivan Franca Hrovat, 9. 6. 1915, Cleveland, ZDA, delavec, član KPS od 1942, poveljnik partizanske čete, pozneje delal v gozdarstvu, umrl 7. 7. 1970 v Ljubljani.

## I
- Rado Konrada Iršič - Gregl, 17. 9. 1910, Straže, Mislinja, ekonomist, član KPJ od 1936, partijski organizator, padel 12. 12. 1941 v Mariboru v spopadu z Nemci

## J
- Albert Mateja Jakopič - Kajtimir Roški, 24. 11. 1914, Ljubljana, študent prava, član KPS od 1942, politični delavec in načelnik štaba partizanskega korpusa, pozneje politični komisar Ršto Slovenije, rezervni polkovnik, umrl 9. 10. 1996 v Ljubljani
- Lizika Simona Jančar - Majda, 27. 10. 1919, Maribor, študentka medicine, članica KPS od 1941, organizatorka radia Kričač in radiotelegrafistka CK KPS z Moskvo, domobranci po zajetju ustrelili 20. 3. 1943 v naselju Belo, Vič - Rudnik, Ljubljana
- Vida Janka Janežič - Lučka, 6. 6. 1914, Podbrdo, Tolmin, profesorica, članica Skoj-a od 1934 in KPS od 1941, aktivistka OF, nemška policija obesila v zaporu 6. 10. 1944 v Ljubljani
- Dušan Radeta Jereb - Štefan, 26. 1. 1908, Ljubljana, veterinar, član KPJ od 1935, partijski aktivist, padel 12. 3. 1943 v Velikem Lipovcu pri Žužemberku v spopadu z Nemci in domobranci
- Drago Franca Jerman - Mataša, 13. 8. 1919, Naklo, Črnomelj, delavec, član KPS od 1942, organizator upora proti okupatorju v Beli krajini in poveljnik partizanske brigade, pozneje poveljnik planinske brigade, generalmajor, umrl 14. 10. 1998 v Pulju
- Mirko Janeza Jerman, 13. 12. 1912, Šmarca, Kamnik, mesar, član KPS od 1941 organizator upora proti okupatorju v kamniškem okraju, poveljnik partizanske brigade, pozneje poveljnik v oklepnih enotah, umrl 29. 3. 1987 v Ljubljani
- Martin Janeza Južna - Tine, 9. 11. 1919, Dragomlja vas, Metlika, mehanik, član KPS od 1942, partizanski poveljnik, umrl 29. 6. 1943 v partizanski bolnišnici po borbi z Italijani pri Radatovičih na Žumberku

## K
- Jože Jožeta Kadunc - Ibar, 27. 4. 1925, Predstruge, Dobrepolje, delavec, član Skoja-a od 1942 in KPS od 1943, partizanski poveljnik, padel 20. 3. 1944 na Cikavi pri Grosupljem v spopadu z Nemci
- Edvard Edvarda Kardelj - Krištof, tudi Tone Brodar, Sperans, Jože Bevc, Josip Šestak, itd, 27. 1. 1910, Ljubljana, učitelj, revolucionar, politik, ideolog, umrl 10. 2. 1979 v Ljubljani
- Ivan Ivana Kavčič - Nande, 14. 12. 1913, Desnjak, Ljutomer, zidar, član KPS od 1938, partizanski poveljnik in namestnik političnega komisarja GŠ NOV Slovenije, padel 30. 7. 1943 v Selah pri Šumberku, Trebnje v spopadu z Italijani in domobranci
- Lojze Franca Kebe - Štefan, 26. 6. 1908, Dolenje Jezero, Cerknica, ključavničar, član KPS od 1938, partizanski poveljnik in politični komisar umrl kot ranjenec 20. 10. 1942 na Jamniku pri Kropi po spopadu z Nemci na Jelovici
- Jože Jožeta Kerenčič - Janko, 9. 3. 1915, Jastrebci, Ormož, književnik, član KPJ od 1935, organizator OF v Slovenskih goricah, Nemci ustrelili kot talca 27. 12. 1941 v Mariboru
- Ljudmila Alojza Kerin – Milka, tudi Pohorska, 1. 1. 1923, Veliki Podlog, Krško, študentka, članica KPS od 1942, politična aktivistka in komisarka, padla 31. 7. 1944 na Ljubnem ob Savinji v spopadu z Nemci
- Fric Franca Keršič - Gal, 16. 7. 1908, Ojstro, Trbovlje, rudar, član KPJ od 1932, sindikalni in partijski aktivist, umrl zaradi mučenja v nemškem zaporu 21. 11. 1942 v Trbovljah
- Boris Franca Kidrič - Peter, 10. 4. 1912, Dunaj, Avstrija, študent kemije, član KPJ od 1927, politični komisar GŠ NOV, predsednik prve slovenske vlade, rezervni generalpodpolkovnik, politik, gospodarstvenik, umrl 11. 4. 1953 v Beogradu
- Jože Lovrenca Klanjšek - Vasja, 29. 4. 1917, Drtija, Moravče, ključavničar, član KPS od 1942, poveljnik 14. partizanske divizije, namestnik poveljnik korpusa, polkovnik, umrl 18. 9. 1965 v Ljubljani
- Slava Ferdinanda Klavora, 11. 5. 1921, Maribor, študentka ekonomije,  članica KPS od 1939, aktivistka OF, Nemci ustrelili kot talko 24. 8. 1941 v Mariboru
- Franc Franca Kočevar - Ciril, 16. 9. 1918, Metlika, mlinar, član KPS od 1942, poveljnik partizanske divizije, pozneje republiški sekretar LO Slovenije, generalpolkovnik, umrl 25. 2. 2005 v Ljubljani
- Rudi Kodrič, 24. 7. 1920, Mali Dol, Komen, delavec, član KPJ od 1943, poveljnik partizanske 30. divizije, vojaški ataše v Rimu in Parizu, generalmajor, umrl 9. 11. 2006 v Sežani
- Alojz Janeza Kolman - Marok, 1. 7. 1911, Završe, Sevnica, kovinar, član KPS od 1942, poveljnik partizanske brigade in operativec GŠ NOV Slovenije, padel 4. 11. 1944 v Koprivniku, Kočevje v spopadu z domobranci
- Stane Petra Kosec, 11.10. 1913, Rašica, Velike Lašče, ključavničar, član KPS od 1938, poveljnik partizanske čete, Nemci ubili kot ujetnika v zaporu 3. 10. 1941 v Begunjah, Radovljica
- Ivan Ivana Kosovel - Sergente, 19. 6. 1912, Selo na Vipavskem, Ajdovščina, delavec, član KPJ od 1936, aktivist OF na Vipavskem, naredil samomor pred zajetjem 7. 3. 1943 pri vasi Vrtovin, Ajdovščina po spopadu z Italijani
- Martin Antona Kotar - Pilat, 19. 7. 1922, Veliki Ban, Šentjernej, pekovski pomočnik, član KPS od 1942, poveljnik partizanskega bataljona, padel 21. 4. 1944 na Vrhpolju pri Kamniku v spopadu z Nemci
- Slavko Rudolfa Kovač - Smeli, 9. 8. 1919, Lož, trgovec, član KPS od 1941, poveljnik partizanskega bataljona, Italijani ustrelili kot ujetnika 1. 8. 1942 v Jurišču pri Pivki
- Štefan Franca Kovač, 28. 8. 1910, Nedelica, Turnišče, odvetniški pripravnik, član KPS od 1938, organizator upora proti okupatorju v Prekmurju, padel 18. 10. 1941 med Beltinci in Gančani v spopadu z Madžari
- Ivan Ivana Kovačič - Efenka, 28. 1. 1921, Dolenji Podboršt, Mirna Peč, pekovski pomočnik, član KPS od 1942, poveljnik partizanske divizije, pozneje družbenopolitični delavec, umrl 14. 11. 1963 v Ljubljana
- Jože Martina Kovačič, 24. 11. 1916, Stična, Ivančna Gorica, trgovski vajenec, član KPS od 1941, poveljnik partizanske čete, naredil samomor pred zajetjem 24. 5. 1942 v Vnajnarjih pri Ljubljani po spopadu z Italijani
- Oskar Lucijana Kovačič, 27. 10. 1908, Most na Soči, Tolmin, študent tehnike, predvojni član KPS, aktivist OF in KPS, sekretar PK KPS za Trst in Slovensko primorje, Italijani so ga decembra 1941 ujeli in obsodili na 30 let zapora
- Boris Alojza Kraigher - Janez, 14. 2. 1914, Sv. Trojica v Slovenskih goricah, Lenart v Slovenskih goricah, absolvent tehnike, član KPJ od 1934, partijski aktivist in politični komisar GŠ NOV Slovenije, rezervni generalpodpolkovnik, politik, umrl 5. 1. 1967 pri Sremski Mitrovici, Srbija.
- Dušan Alojza Kraigher – Jug, 8. 2. 1908, Sv. Trojica v Slovenskih goricah, Lenart v Slovenskih goricah, advokat, član KPS od 1937, organizator ilegalnih tiskarn in politični komisar, padel 15. 6. 1943 v Dobrovljah pri Nazarju v spopadu z Nemci
- Franc Franca Krese - Čoban, 8. 3. 1919, Bogneča vas, Mokronog, delavec, član KPS od 1942, obveščevalec in poveljnik partizanske brigade, podpolkovnik, pozneje delal v Sdv, umrl 19. 10. 1980 v Ljubljani
- Maks Blaža Krmelj - Matija, 23. 2. 1910, Hotavlje, Gorenja vas - Poljane, zadružnik, član KPS od 1941, aktivist OF in KPS, član IO OF Slovenije, rezervni generalmajor, umrl 5. 5. 2004 v Ljubljani
- Antonija Lovrenca Kucler, 2. 1. 1896, Lesno Brdo, Vrhnika, gospodinja, vodja partizanske javke in skladišča, Italijani ustrelili kot talko 21. 9. 1942 v Gramozni jami
- Danila Andreja Kumar - Andreja, 13. 10. 1921, Hum, Brda, trgovska pomočnica, članica Skoj-a od 1938 in KPS od marca 1941, kurirka med CK KPS in centralno tehniko, bolničarka in politična komisarka bataljona, ujeta in do smrti mučena 18. 3. 1944 na Lubniku pri Škofja Loki po spopadu z Nemci
- Dušan Draga Kveder - Tomaž, 9. 4. 1915, Šentjur, Celje, študent prava, član KPJ od 1933, stotnik španske republikanske vojske, načelnik VŠ NOV Jugoslavije in v. d. poveljnika GŠ NOV Slovenije, pozneje IV. Uprave GŠ JLA in odgovorni urednik Vojne enciklopedije, umrl 12. 3. 1966 v Beogradu

## L
- Jože Franca Lacko, 17. 11. 1894, Kicar, Ptuj, kmet, član KPJ od 1932, aktivist KPS in OF v Podravju, Nemci ujeli in do smrti mučili v zaporu 18. 8. 1942 na Ptuju
- Franc Franca Leskošek - Luka ali Peter Strugar, 9. 12. 1897, Celje, kovinostrugar, član KPJ od 1926, organizator partizanskih enot, prvi poveljnik GŠ NOV Slovenije, član VŠ NOV Jugoslavije, rezervni generalpodpolkovnik, umrl 5. 6. 1983 v Ljubljani
- Ivan Ivana Likar - Sočan, 9. 9. 1921, Log pod Mangartom, Bovec, rudar, član KPS od 1943, poveljnik partizanskega bataljona in Trbiža, major, pozneje delal v gostinstvu, umrl 12. 12. 1991 v Šempetru pri Novi Gorici.

## M
- Ivan Jožefa Maček - Matija, tudi Angelo, 28. 5. 1908, Spodnja Zadobrova, Ljubljana, tesar, član KPJ od 1930, poveljnik GŠ NOV Slovenije, načelnik Ozne, politik, umrl 10. 7. 1993 v Ljubljani
- Rudolf Rudolfa Mahnič - Berginc, 6. 11. 1917, Trst, Italija, uslužbenec, predvojni član KPI, aktivist OF in politični komisar Goriške divizije, padel 19. 9. 1943 pri Topolovcu, Benečija v spopadu z Nemci
- Milan Ivana Majcen, 17. 11. 1914, Šentjanž, Sevnica, gostilničar, član KPS od 1941, organizator upora proti okupatorju in poveljnik partizanske čete, padel 29. 10. 1941 pri vasi Murnce pri Šentjanžu v spopadu z Nemci
- Albina Antona Mali–Hočevar, 12. 9. 1925, Vinica, delavka, članica KPS od 1944, partizanka in bolničarka, pozneje družbenopolitična delavka, umrla 24. 1. 2001
- Anton Antona Marincelj - Janko, 10. 2. 1917, Banjaloka, Kočevje, rudar, član KPS od 1941, aktivist OF in partizanski poveljnik, smrtno ranjen 26. 1. 1943 pri Gornjem Ajdovcu, Žužemberk po spopadu z Italijani in domobranci
- Miha Franje Marinko - Polde, 8. 9. 1900, Rovte, Trbovlje, rudar, član KPJ od 1923, partijski aktivist, politični komisar GŠ NOV Slovenije, rezervni generalmajor, politik, umrl 19. 8. 1983 v Ljubljani
- Darko Antona Marušič - Blaž, 6. 12. 1919, Ljubljana, strojni ključavničar, član KPS od 1940, mladinski in partijski aktivist ter namestnik političnega komisarja Goriške divizije, padel 17. 11. 1943 na Lokovcu, Čepovan v spopadu z Nemci
- Karlo Franca Maslo - Drago, 23. 8. 1912, Ostrožno Brdo, Ilirska Bistrica, kmet, član KPS od 1942, poveljnik partizanskega odreda, major, pozneje delal v kmetijstvu, umrl 10. 11. 1989 v Celju
- Sergej Mašera, 11. 5. 1912 v Gorici, pomorski častnik topništva na rušilcu Zagreb, da ladja ne bi padla v roke okupatorja je skupaj s kolegom M. Spasićem  17. 4. 1941 v Boki Kotorski razstrelil ladjo in se z njo potopil, za NH proglašen 1973
- Evgen Antona Matejka - Pemc, 6. 11. 1909, Liberec, Češka, elektrotehnik, član KPS od 1942, politični komisar, načelnik obveščevalne službe 9. korpusa in poveljnik 31. partizanske divizije, padel 3. 5. 1945 pri Gradišču ob Soči v spopadu z Nemci
- Lado Franca Mavsar - Ronko, 23. 6. 1923, Notranje Gorice, Brezovica, zidar, član KPS od 1941, poveljnik partizanskega bataljona, padel 21. 2. 1944 na Anžejevem vrhu Graške gore v spopadu z Nemci
- Pavla Janeza Mede - Katarina, 29. 6. 1919, Strahinj, Naklo, tekstilna delavka, članica KPS od 1940, poveljnica ženskega voda Pohorskega bataljona, padla 8. 1. 1943 pri Osankarici na Pohorju v spopadu z Nemci
- Vinko Petra Megla, 13. 1. 1922, Sv. Tomaž, prej občina Ormož, krojaški pomočnik, član Skoj-a od 1938 in KPS od 1940, aktivist OF in prvi partizan Slovenskih goric in Prekmurja, padel 26. 1. 1942 v Mali vasi pri Ormožu v spopadu z Nemci
- Jože Jožeta Menih - Rajko Knap, 23. 4. 1922, Hrastnik, dijak, član KPS od 1941, politični komisar Pohorskega bataljona, padel 8. 1. 1943 pri Osankarici na Pohorju v spopadu z Nemci
- Jože Jožeta Mihelčič, 20. 1. 1904, Vapča Vas, Črnomelj, kmet, član KPJ od 1936, poveljnik Semičke grupe 1. belokranjskega odreda, ustrelili ga Italijani 9. 12. 1941 na Suhem Bajeru, Ljubljana
- Jože Ivana Mihevc - Rudar, 25. 7. 1922, Idrija, rudar, član KPS od 1942, poveljnik Vojkove brigade, padel 20. 6. 1944 na Jelovici v spopadu z Nemci
- Vlado Justina Miklavc - Henrik, 10. 5. 1918, Ljubljana, klepar, član KPS od 1942, vosovec in Kardeljev spremljevalec, ostrostrelec ga je zadel 25. 5. 1944 v Titovi pečini ob nemškem desantu v Drvarju
- Jože Jožeta Mirtič - Zidar, 20. 10. 1912, Ljubljani, gradbeni tehnik,  član KPS od 1942, poveljnik partizanske brigade in načelnik štaba divizije VDV (vojske državne varnosti), ujet in ubit 13. 11. 1944 v Dobličah pri Črnomlju po spopadu z Nemci in domobranci
- Cveto Ivana Močnik - Florijan, 1. 5. 1914, Ljubljana, pravnik, član Skoj-a od 1938 in KPS od 1941, politični komisar brigade, padel 26. 4. 1943 na planini Golobar pri Bovcu v spopadu z Nemci
- Jakob Antona Molek - Mohor, 20. 7. 1914, Petkovec, Logatec, delavec, član KPS od 1941, politični komisar brigade in član pokrajinskega komiteja KPS za Štajersko, padel 7. 3. 1945 v Srednji Bistrici pri Črenšovcih v spopadu z Madžari
- Jože Janeza Moškrič - Ciril, 2. 3. 1902, Dobrunje, Ljubljana, tipograf, dramatik in pesnik, član KPJ od 1930, aktivist OF, ujeli in ubili 22. 2. 1943 na Polici pri Grosupljem po spopadu z domobranci
- Dušan Henrika Mravljak - Mrož, 21. 2. 1914, Ljubljana, zdravnik, član KPS od 1941, partizanski zdravnik, padel 8. 1. 1943 pri Osankarici na Pohorju v spopadu z Nemci
- Dušan Jožeta Munih - Darko, 31. 10. 1924, Sela pri Volčah, Most na Soči, dijak, član KPS od 1943, član sabotažno-diverzantske skupine, padel 10. 1. 1945 v Borštu pri Kopru v spopadu z Nemci

## O
- Anton Antona Okrogar - Nestl, 3. 2. 1923, Zagorje ob Savi, ključavničar, član KPS od 1942, partizanski poveljnik, večkrat ranjen in izredno pogumen, upokojen kot major, + 13. 2. 1955 v Črni na Koroškem
- Ivan Janeza Omerza–Oberstar - Johan, 17. 10. 1921, Livold, Kočevje, telefonist, aktivist OF in poveljnik partizanske čete, italijanski ranjenec ga je ustrelil 26. 3. 1943 v Jelenovem Žlebu pri Ribnici po spopadu z Italijani, prekopan v družinski grob v Dolgi vasi pri Kočevju
- Jožef Ivana Ožbolt - Stanko, 4. 1. 1922, Belica, Osilnica, gozdni delavec, član KPS od 1943, poveljnik partizanske brigade, nazadnje načelnik štaba 9. armade, generalpodpolkovnik  (umrl marca 2018)

## P
- Vinko Vincenca Paderšič - Batreja, 18. 4. 1916, Tržič, Italija, profesor, aktivist OF, naredil samomor pred zajetjem 24. 9.1942 v Zagradu pri Otočcu po spopadu z domobranci
- Franc Jakoba Pasterk - Lenart, 12. 3. 1912, Lobnik pri Železni Kapli, Avstrija, kmet, predvojni član KPS, poveljnik Koroškega bataljona, smrtno ranjen 4. 4. 1943 v Podkraju pri Mežici na Koroškem v spopadu z Nemci
- Maks Blaža Pečar, 10. 10. 1907, Dobrava, Bežigrad - Ljubljana, mizar, član KPJ od 1933, organizator upora proti okupatorju v Posavju in komisar partizanske čete, padel 30. 9. 1941 v Selu pri Vodicah v spopadu z Nemci
- Rado Rudolfa Pehaček - Rado Smolar, 5. 12. 1913, Ilirska Bistrica, študent prava, član KPS od 1942, načelnik štaba 7. partizanskega korpusa in poveljnik Baze NOVJ v južni Italiji, kasneje načelnik II. Uprave GŠ JLA in poveljnik Ljubljanskega vojaškega področja, generalpolkovnik, umrl 15. 7. 1983 v Ljubljani
- Miroslav Antona Perc - Maks, 2. 2. 1912, Ljubljana, absolvent gradbeništva, član KPJ od 1934, aktivist OF, načelnik Vos-a za Primorsko in Ozne 9. korpusa, padel 1. 4. 1945 v Ogalcih pri Vojskem, Idrija v spopadu z Nemci
- Miha Mihe Pintar - Toledo, 2. 4. 1913, Št. Rupert pri Celovcu, Avstrija, učitelj, član KPJ od 1935, borec španske republikanske vojske, partizanski poveljnik, padel 3. 6. 1942 v Lokovici pri Velenju v spopadu z Nemci
- Franc Franca Poglajen - Kranjc, 25. 8. 1916, Litija, podčastnik vojske Kraljevine Jugoslavije, član KPS od 1942, načelnik štaba 7. partizanskega korpusa, kasneje poveljnik 9. armade, generalpolkovnik, umrl 10. 10. 1999 v Ljubljani
- Franc Franca Pokovec - Poki, 16. 2. 1920, Ljubljana, kovinar, član KPS od 1942, načelnik Vos-a Ljubljana okolica in politični komisar brigade VDV, pozneje varnostni častnik v JLA, polkovnik, umrl 25. 10. 1991 v Ljubljani
- Bojan Franca Polak - Stjenka, 28. 11. 1918, Ormož, študent tehnike, član KPS od 1942, poveljnik divizije VDV (Knoj-a), pozneje prvi poveljnik TO Slovenije, generalmajor, umrl4. 7. 2004 v Ljubljani
- Alojz Antona Popek - Vandek, 21. 5. 1920, Bezuljak, Cerknica, delavec, član KPS od 1941, namestnik poveljnika partizanske brigade, smrtno ranjen 1. 2. 1943 v Prekrižju na Hrvaškem v spopadu z Italijani in ustaši
- Stane Martina Potočar - Lazar, 27. 4. 1919, Mirna Peč, mesar, poveljnik partizanskega 9. korpusa, nazadnje načelnik GŠ JLA, generalpolkovnik, umrl 5. 12. 1997 v Ljubljani
- Janko Franca Premrl - Vojko, 29. 2. 1920, Podnanos, Vipava, dijak, član KPS od 1943, poveljnik partizanske brigade, smrtno ranjen 22. 2. 1943 na Brinovem griču pri Godoviču, Idrija
- Josip Melhior Preskar - Boltek, 23. 2. 1920, Osredek pri Podsredi, Kozje, čevljar, član KPS od 1941, organizator sabotažnih in diverzantskih akcij, ujeli ranjenega in ubili 9. 5. 1943 v Zagrebu v spopadu z ustaši

## R
- Franc Štefana Ravbar - Vitez, 4. 8. 1913, Vrhovlje, Sežana, kovinostrugar, član KPS od 1936, član kolegija Vos-a in politični komisar operativne cone, naredil samomor pred zajetjem 14. 1. 1943 pri Srednji vasi v Poljanski dolini po spopadu z Nemci
- Marko Bernarda Redelonghi - Bojan, tudi Benečani, 24. 4. 1912, Zapotok, Čedad, Italija, delavec, poveljnik partizanskega bataljona, naredil samomor pred zajetjem 5. 5. 1944 na Brdacah pri Breginju
- Zorka Ivane Regancin–Dolniča - Ruška, 21. 12. 1921, Polje, Ljubljana, delavka, članica KPS od 1941, partizanka in kurirka GŠ NOV Slovenije in CK KPS, domobranci ujeli decembra 1943 v Ljubljani in januarja 1944 ubili (naplavila Sava)
- Dušan Martina Remih - Duško, 14. 2. 1922, Kočevje, rudar, član KPS od 1941, poveljnik partizanskega bataljona, padel 28. 7. 1944 pri Šumnikovem vrhu na Pohorju v spopadu z Nemci
- Vinko Marije Robek, 1. 4. 1915, Vinji vrh, Šmarješke Toplice, rudar, član KPS od 1942, pogumen partizan, težko ranjen, pozneje delal v gospodarstvu, umrl 19. 5. 1986 v Novem mestu
- Franc Franca Rojšek - Jaka, 12. 6. 1914, Slape, Ljubljana, kmet, član KPS od 1940, aktivist OF, diverzant, poveljnik partizanske divizije, umrl 11. 8. 1975 v Celju
- Franc Franca Rozman – Stane, tudi Stane Mlinar, 27. 3. 1911, Donje Pirniče, Medvode, pek, stotnik in poveljnik bataljona španske republikanske vojske in član KP Španije, član KPS od 1939, poveljnik GŠ NOV Slovenije, umrl v nesreči 7. 11. 1944 v Kanižarici
- Tine Jožeta Rožanc, 8. 2. 1895, Trata v Šentvidu, Ljubljana, livar, član KPJ od 1935, vosovec in kurir, Italijani ustrelili kot talca 13. 10. 1942 v Ljubljani
- Janko Janka Rudolf, 23. 7. 1914, Križ pri Komendi, Kamnik, delavec, član KPS od 1941, politični komisar in poveljnik partizanske divizije, polkovnik, sindikalni delavec, umrl 3. 2. 1997 v Ljubljani
- Zvonimir Miloša Runko - Pavle, 4. 1. 1920, Ljubljana, uslužbenec, član Skoj-a od 1937 in KPS od 1941, vosovec v Ljubljani in Novem mestu, četniki lažnega Štajerskega bataljona ujeli in ubili 16. 6. 1942 pri Sv. Roku v Novem mestu

## S
- Janko Josipa Sekirnik - Simon, 18. 5. 1921, Kamence, Rogaška Slatina, dimnikarski pomočnik, član KPS od 1941, poveljnik partizanske divizije, pozneje pomočnik zveznega sekretarja za ljudsko obrambo, generalpolkovnik, umrl 14. 5. 1996 na Golniku
- Stane Jožeta Semič - Daki, 13. 11. 1915, Ljubljana, pekovski pomočnik, prostovoljec španske republikanske vojske 1936–1939, član KPS od 1941, poveljnik partizanske divizije, polkovnik, pozneje poveljnik divizije Knoj-a in funkcionar borčevske organizacije, umrl 1. 9. 1985 v Ljubljani
- Vinko Franca Simončič - Gašper, 19. 1. 1914, Čatež, Brežice, delavec, član KPS od 1942, namestnik poveljnika 14. partizanske divizije, padel 8. 11. 1944 pri Blagovici v spopadu z Nemci
- Ivan Ivana Skvarča - Modras, 27. 1. 1915, Spodnja Idrija, Idrija, ključavničar, član KPS od 1937, namestnik poveljnika partizanskega bataljona, padel 20. 12. 1943 pri Bistrici ob Sotli v spopadu z Nemci
- Jože Antona Slak - Silvo, 26. 8. 1902, Gorenji Vrh pri Dobrniču, Trebnje, uslužbenec, član KPJ od 1933, aktivist OF in politični komisar partizanske čete, naredil samomor pred zajetjem 26. 2. 1943 pri Dolnji Straži, Straža v spopadu z Italijani
- Ivo Ivana Slavec - Jokl, 30. 4. 1916, Jesenice, trgovski pomočnik, član KPS od 1942, namestnik poveljnika partizanskega bataljona in član PK KPS za Gorenjsko, padel 21. 6. 1944 v Pševem pri Kranju v spopadu z nemškimi raztrganci (Gegenbando)
- Jože Jožeta Srebrnič, 28. 2. 1884, Solkan, študent prava in politik, sodeloval v oktobrski revoluciji 1918 v Rusiji, član KPI od 1921, v partizanih od 1943 kot član pokrajinskega odbora OF za Primorsko, utopil se je v narasli Soči 11. 7. 1944 pri Rodežu, Kanal ob Soči
- Franc Franca Stadler - Pepe, 30. 5. 1915, Ljubljana, uslužbenec, član KPS od 1941, znani vosovec, pripadnik VDV in Ozne, pozneje delavec Sdv Slovenije, umrl 1. 2. 2000 v Ljubljani
- Peter Franca Stante - Skala, 4. 5. 1914, Celje, kovinar, član KPJ od 1933, poveljnik partizanske 4. operativne cone, pozneje poveljnik 4. armade, generalpodpolkovnik, umrl 30. 4. 1980 v Črni pri Kamniku
- Ivan Janka Stariha - Janko, 11. 12... 1922, Črnomelj, dijak, član KPS od 1940, poveljnik partizanskega bataljona in operativni častnik skupine odredov, padel 7. 11. 1942 na Tolstem vrhu na planoti Dobrovlje v spopadu z Nemci
- Ivan Estere Sulič - Car, 10. 9. 1923, Bilje, Nova Gorica, delavec, član KPS od 1943, član partizanske sabotersko-diverzantske skupine 9. korpusa, padel 26. 10. 1944 v Mirnu pri Novi Gorici
- Mira Leopolda Svetina - Vlasta, 15. 5. 1915, Idrija, učiteljica, članica KPS od 1939, članica in inštruktorica CK ZKS, pozneje sodnica Ustavnega sodišča SR Slovenije, umrla 6. 7. 2007 v Ljubljani

## Š
- Alfonz Ivana Šarh - Iztok, 25. 8. 1893, Slovenska Bistrica, kmet, aktivist OF, s tremi sinovi pripadnik Pohorskega bataljona, padel 8. 1. 1943 pri Osankarici na Pohorju v zadnjem spopadu z Nemci, ljudje so ga poimenovali »pohorski kralj«
- Lidija Franca Šentjurc - Joža, 18. 3. 1911, Hrastnik, profesorica, članica KPJ od 1932, mladinska in partijska aktivistka, članica politbiroja CK KPS, pozneje članica CK ZKJ, ministrica, umrla 6. 11. 2000 v Ljubljani
- Ljubomir Ivana Šercer - Ljubo Petrič, 1. 8. 1915, Branik, Nova Gorica, častnik vojske Kraljevine Jugoslavije, poveljnik partizanske čete, Italijani ujeli in ustrelili kot talca 22. 12. 1941 v Tomišlju pri Ljubljani, za narodnega heroja proglašen 1943
- Jože Jožeta Šeško, 4. 12. 1908, Slovenska vas, Kočevje, profesor, član KPJ od 1927, organizator upora proti okupatorju na Kočevskem, Italijani ujeli 28. 4. 1942 v Konca vasi in ustrelili kot talca 11. 5. 1942 v Ljubljani
- Anton Antona Šibelja - Stjenka, 21. 4. 1914, Tomačevica, Sežana, ključavničar, predvojni član KPS in TIGR, poveljnik partizanskega odreda, padel 1. 4. 1945 v Gorenji Trebuši, Gačnik v spopadu z Nemci
- Majda Alojza Šilc, 17.03.1923, Kržeti, Sodražica, trgovska pomočnica, članica SKOJ od 1942 in KP od 1943, bolničarka, sekretarka Skoj-a brigade, padla 14. 7. 1944 v boju z Nemci v bližini Gornje Težke Vode pri Novem mestu, po vojni prekopana v grobnico narodnih herojev v Ljubljani
- Mihaela Jožeta Škapin - Drina, 29. 9. 1922, Veliko Polje, Sežana, delavka, članica Skoj-a od 1943, aktivistka OF in namestnica političnega komisarja bataljona, padla 15. 11. 1943 na Ledinah pod Žirovskim Vrhom v spopadu z Nemci
- Slavko Alojza Šlander - Aleš, tudi Franc Veber, 20. 6. 1909, Dolenja vas, Žalec, zobotehnik, član KPJ od 1932, član CK KPS in sekretar PK KPS za severno Slovenijo, Nemci ustrelili kot talca 24. 8. 1941 v Mariboru pod ilegalnim imenom Franc Veber
- Milka Štefana Šobar - Nataša, 29. 12. 1922, Gornje Laze, Črnomelj, absolventka trgovske akademije, članica KPS od 1942, partizanska kurirka, obveščevalka in politična komisarka čete, padla 17. 8. 1943 pri Sv. Križu nad Litijo
- Slobodan Slavka Šumenjak - Miran, tudi Fiks, 11. 7. 1923, Šmarje pri Jelšah, Celje, dijak, član SKOJ od 1939, KPS od 1943, saboter, diverzant in obveščevalec, padel po izdaji 20. 10. 1944 na Vaneči

## T
- Franc Franca Tavčar - Rok, 6. 3. 1920, Jarše ob Savi, Ljubljana, študent, član KPS od 1941, vosovec, partizanski poveljnik in politični komisar, pomočnik načelnika GŠ NOV Slovenije in načelnik štaba 1. divizije Knoj-a, načelnik Inženirske uprave GŠ JLA, poveljnik 9. armade, umrl, 21. 1. 2002 v Ljubljani
- Silvira Virgila Tomasini - Slovenka, 2. 12. 1913, Trst, Italija, profesorica, predvojna članica KPS, partijska aktivistka, Nemci ustrelili kot talko 13. 8. 1942 v Kosovski Mitrovici, Republika Kosovo
- Josip Josipa Tomažič - Pinko, 20. 3. 1915, Trst, Italija, študent, član KPI od 1934, tigrovec, Italijani so ga na drugem tržaškem procesu obsodili na smrt in ustrelili 15. 12. 1941 v Opčinah pri Trstu
- Tone Mihaela Tomšič - Gašpar, 9. 6. 1910, Rojan, Trst, Italija, pravnik, član Skoj-a od 1928 in KPJ od 1930, glavni organizator upora proti okupatorju na Slovenskem, sekretar CK KPS, Italijani ustrelili kot talca 21. 5. 1942 v Ljubljani - Gramozni jami
- Vida Ivana Tomšič, 26. 6. 1913, Ljubljana, pravnica, članica KPJ od 1934, članica CK KPS in CK KPJ, pozneje družbenopolitična delavka in ministrica, + Ljubljana, 10. 12. 1998
- Tone Janeza Trtnik - Tomaž, 12. 1. 1908, Zadvor, Ljubljana, ključavničar, član Skoj-a od 1924 in KPJ od 1928, aktivist OF, Italijani ustrelili kot talca 11. 6. 1941 v Ljubljani
- Ivan Ivana Turšič - Iztok, tudi Iztok Rakovec, 28. 9. 1922, Rakek, kmet, član KPS od 1942, politični komisar bataljona in poveljnik 30. partizanske divizije, padel 30. 7. 1944 v Lokvah pri Novi Gorici v spopadu z Nemci in domobranci

## U
- Janez Janeza Učakar, 18. 4. 1918, Limbarska Gora, Kamnik, krojač, član KPS od 1941, vosovec in načelnik štaba partizanskega odreda, pozneje obveščevalec korpusa in inštruktor JA v Albaniji, polkovnik, umrl 22. 4. 1995 v Ljubljani

## V
- Anton Mihaela Velušček - Matevž, 17. 1. 1912, Ločnik, Gorica, kovinar, član KPS od 1938, glavni organizator upora proti okupatorju na Goriškem, Italijani zaradi izdaje ujele in ubile v zaporu (Rižarna) novembra 1944 v Trstu
- Matija Tomaža Verdnik - Tomaž, 16. 9. 1916, Slovenski Javornik, Jesenice, kovinar, član KPS od 1937, politični komisar odreda in član OF za Koroško, kot ranjenec umrl zaradi zastrupitve 1. 2. 1944 pri Poljani (Polani) na Koroškem po spopadu z Nemci
- Anton Jožeta Vidmar - Luka, 3. 1. 1917, Verd, Vrhnika, delavec, član KPS od 1942, poveljnik partizanske divizije in Baze GŠ JA za Slovenijo v Biogradu, pozneje na štabnih dolžnostih v JLA, polkovnik, umrl 17. 9. 1999 v Celju
- Ignac Jožeta Voljč - Fric, 4. 8. 1904, Vrhnika, delavec, član KPJ od 1932, padel 4. 4. 1944 v vasi Troblje pri Slovenj Gradcu v spopadu z Nemci
- Anton Antona Vratanar - Antonesko, 2. 11. 1919, Vrhovo, Krško, mesarski pomočnik, član KPS od 1941, načelnik Vos-a 4. operativne cone in poveljnik brigade VDV, pozneje na štabnih dolžnostih JLA, polkovnik, umrl 4. 6. 1993 v Beogradu
- Franc Martina Vresk - Gustl, 7. 5. 1910, Trbovlje, rudar, član KPS od 1937, politični komisar in partizanski poveljnik čete, padel 8. 1. 1943 pri Osankarici na Pohorju v spopadu z Nemci
- Majda Franca Vrhovnik - Lojzka, 14. 4. 1922, Ljubljana, Avstrija, študentka medicine, članica Skoj-a od 1939 in KPS od 1940, aktivistka Skoj-a na Primorskem in Koroškem, Nemci aretirali februarja 1945 v Celovcu in ustrelili 4. 5. 1945
- Franjo Franca Vrunč - Buzdo, 12. 2. 1910, Slovenj Gradec, učitelj, član KPJ od 1932, organizator upora proti okupatorju na celjskem območju in poveljnik partizanske čete, Nemci ranjenega ujeli in ustrelili kot talca 24. 8. 1941 v Mariboru

## Z
- Milan Leopolda Zabukovec - Miloš, 16. 4. 1923, Spodnja Zadobrova, Ljubljana, ključavničar, član KPS od 1942, pripadnik zaščitne enote GŠ NOV Slovenije in Knoj-a, pozneje Ozne, polkovnik, umrl 16. 7. 1997 v Ljubljani
- Ivan Antona Zafred - Mića, 19. 12. 1908, Stara Sušica, Postojna, kovinar, član KPS od 1938, poveljnik čete Kosmajskega partizanskega odreda, padel 3. 6. 1943 pri Sopotu v Srbiji v spopadu s pripadnik Srbske državne straže in četniki,
- Vinko Marjana Zevnik - Viktor Železnik, 28. 7. 1914, Praše, Kranj, avtoličar, član KPS od 1941, pogumen partizan v Srbiji, pripadnik zaščitnega bataljona VŠ NOV Jugoslavije, poveljnik partizanskega bataljona, padel 28. 10. 1943 na Ledinah
- Miloš Jožefa Zidanšek - Vencelj, 12. 9. 1909, Straža na Gori, Šentjur, pekovski pomočnik, član KPJ od 1933, organizator upora proti okupatorju na Štajerskem, član GŠ NOV Slovenije, poveljnik partizanskega bataljona, padel 6. 2. 1942 na Hribarjevem

## Ž
- Stane Ferdinanda Žagar, 19. 2. 1896, Žaga, Tolmin, učitelj, član KPJ od 1931, član CK KPS, organizator upora proti okupatorju na Gorenjskem, član GŠ NOV Slovenije, padel 27. 3. 1942 na Malem rovtu nad Črngrobom
- Tone Antona Žerjal - Tonček, 28. 9. 1915, Rojan, Trst, Italija, študent, član KPJ od 1934, aktivist OF in vodja ciklostilne tehnike v Ljubljani, Italijani ujeli in ustrelili kot talca 11. 6. 1942 v Ljubljani
- Konrad Viktorja Žilnik - Slobodan, 16. 2. 1919, Kaplja vas, Prebold, krznar, član KPS od 1937, pogumen partizan v Srbiji, poveljnik partizanskega odreda, ubili kot ranjenca 4. 3. 1944 v vasi Kozja v Srbiji po spopadu s četnik in Bolgari
- Andrej Janeza Žvan - Boris, 21. 11. 1915, Spodnje Gorje, Bled, kovinar, član KPS od 1938, organizator upora proti okupatorju na Gorenjskem, poveljnik partizanskega odreda, padel 24. 3. 1945 na Poreznu pri Podbrdu